# Koller Krisztián (labdarúgó)
Koller Krisztián (Pécs, 1983. május 8. –) magyar labdarúgó, csatár.

## Pályafutása
Pályafutását a Barcs csapatában kezdte 2005-ben, majd 2009-ben a Kaposvölgye együttesébe igazolt. 2011-ben az NB II-es Kozármisleny csapata igazolta le, 2013-ban pedig az NB I-es Pécsi MFC gárdájához szerződött.
Egy évig a Zalaegerszeg játékosa volt, majd a harmadosztályba került PMFC játékosa lett. A klub csapatkapitányaként nagy szerepet vállalt a pécsi együttes NB III-ba való 2019-20-as feljutásában. 2020-ban bejelentette, hogy a 2019-20-as szezon végeztével befejezi pályafutását.